# Rybárny

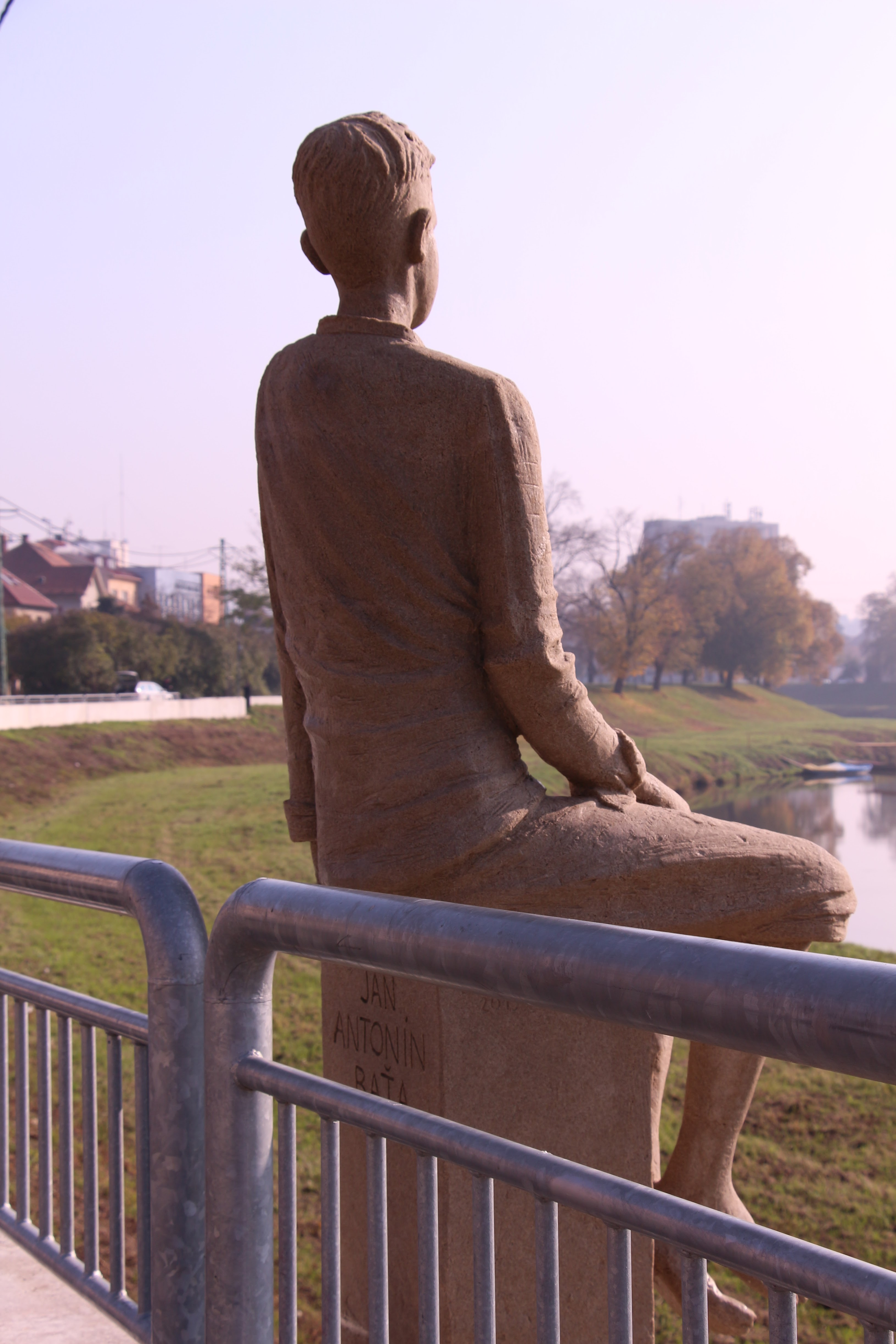
Socha malého Jana A. Bati, sedícího na břehu řeky Moravy

Rybárny jsou místní část okresního města Uherské Hradiště. Nacházejí se na pravém břehu řeky Moravy, severně od centra Uherského Hradiště. Je zde evidováno 157 adres. Trvale zde žije 277 obyvatel.
Území části Rybárny je tvořeno výběžkem katastrálního území Uherské Hradiště přesahujícím na pravý břeh řeky Moravy, východně od Starého Města.
V Rybárnách začínal se ševcovskou dílnou Antonín Baťa starší. Dne 7. března 1898 se zde v domě č.p. 2, narodil Jan Antonín Baťa, který po smrti svého nevlastního bratra Tomáše v roce 1932 převzal firmu Baťa a z úspěšné české společnosti vybudoval nadnárodní koncern, jenž operoval po celém světě. Od roku 1897 do roku 1950 zde rodina Baťů vyráběla sodovku v domě č.p. 2. Na počest působení rodiny v této čtvrti zde byla umístěna socha mladého Jana Antonína Bati. Je zde znázorněn jako asi 12letý chlapec sedící na břehu řeky Moravy.